# 籬枝軸孔珊瑚
籬枝軸孔珊瑚（学名：Acropora palifera）为軸孔珊瑚科軸孔珊瑚屬下的一个种。